# Coll de la République
El coll de la République (en francès col de la République) o coll de Grand Bois és un port de muntanya a França, que es troba al massís del Pilat, un dels contraforts orientals del massís Central. El coll es troba a la comuna de Saint-Genest-Malifaux i enllaça Saint-Étienne amb Annonay, a la vall del Roine. La carretera va ser construïda el 1830.
Va ser el primer port de muntanya pujat al Tour de França, el 1903, tot i que per les seves característiques, desnivells suaus, tot el protagonisme del primer port el va tenir el coll del Ballon d'Alsace el 1905. El coll es va fer tristament famós durant el Tour de 1904, quan va ser l'escenari de durs enfrontaments entre aficionats i ciclistes. Ha format part del recorregut del Tour en 13 ocasions.

## Història

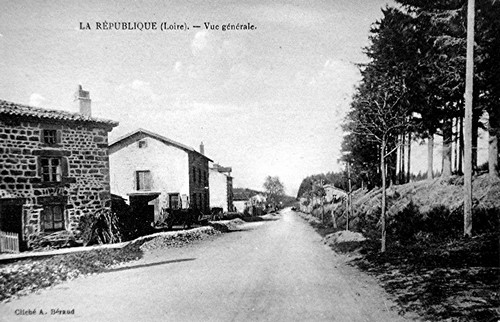
La vila de la République, Loira, a la dècada de 1910.

El nom del coll de La République i el de la propera vila de 'La République' deriven de l'intent dels membres de la secta religiosa beguina per fundar a la zona una comunitat independent anomenada la República de Jesucrist. Les beguines es van establir a Saint-Jean-Bonnefonds, però al novembre de 1794 es van traslladar uns 20 quilòmetres, fins a l'altiplà per estar preparades per a l'arribada del profeta Elies.

## Ciclisme
Des del nord, l'ascensió té 17 km de llargada. En aquests quilòmetres se superen 644 m de desnivell a una mitjana del 3,8%, amb un desnivell màxim del 6,3%.
Des del sud, l'ascensió comença a Bourg-Argental; on durant 12 km se superen 626 m de desnivell a una mitjana del 5,2%, amb un desnivell màxim del 7,9%.

### Vélocio

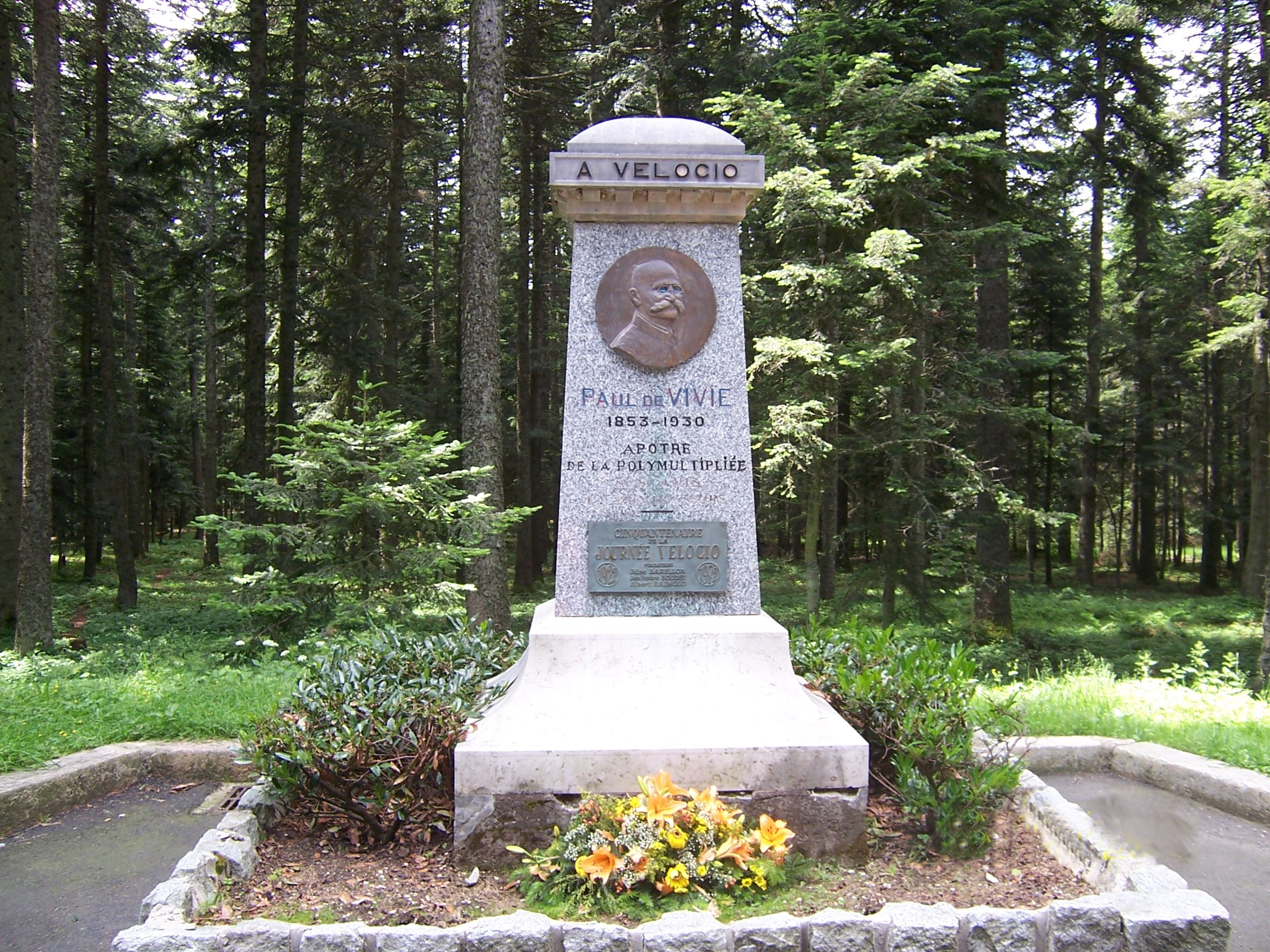
Monument a Paul de Vivie Vélocio al cim del coll.

Al cim del coll hi ha un monument en record de Paul de Vivie, que va escriure sota el pseudònim de Vélocio i fou important en el desenvolupament del cicloturisme. El coll de la République era la seva ascensió matinal preferida. Cada anys, des de 1922 els voluntaris del comité Vélocio de Saint-Étienne organitzen la journée Vélocio, pujant fins al coll.

### Al Tour de França
El col de la República va ser el primer coll de més de 1.000 metres travessat pel Tour de França, durant la segona etapa del primer Tour de França disputada entre Lió i Marsella i en què Hippolyte Aucouturier va ser el primer ciclista a passar-hi.
L'any següent, el 1904, va ser l'escenari d'alguns dels fets més violents de la història del Tour, quan els seguidors d'Antoine Fauré van atacar als seus oponents. Això va fer que els organitzadors evitessin el departament del Loira fins a l'edició de 1950. El 1905, l'organitzador del Tour, Henri Desgrange va decidir ignorar el coll de la République, i centrar-se en la introducció del Ballon d'Alsace.
El coll ha estat superat en 13 ocasions pel Tour de França:
| Any  | Etapa | Categoria | Inici           | Final         | Primer al cim               |
| ---- | ----- | --------- | --------------- | ------------- | --------------------------- |
| 1997 | 13    | 3         | Saint-Étienne   | L'Alpe d'Huez | Richard Virenque (FRA)      |
| 1978 | 10    | 3         | Saint-Étienne   | Grenoble      | Jean-Jacques Fussien (FRA)  |
| 1971 | 10    | 3         | Saint-Étienne   | Grenoble      | Cyrille Guimard (FRA)       |
| 1968 | 18    | 3         | Saint-Étienne   | Grenoble      | Aurelio González (ESP)      |
| 1966 | 19    | 2         | Chamonix        | Saint-Étienne | Ferdinand Bracke (BEL)      |
| 1963 | 16    | 3         | Saint-Étienne   | Grenoble      | Federico Bahamontes (ESP)   |
| 1961 | 9     | 2         | Saint-Étienne   | Grenoble      | Guy Ignolin (FRA)           |
| 1959 | 17    | 2         | Saint-Étienne   | Grenoble      | Federico Bahamontes (ESP)   |
| 1956 | 19    | 2         | Grenoble        | Saint-Étienne | Stan Ockers (BEL)           |
| 1954 | 17    | 2         | Le Puy-en-Velay | Lió           | Robert Varnajo (FRA)        |
| 1950 | 19    | 3         | Briançon        | Saint-Étienne | Raphaël Géminiani (FRA)     |
| 1904 | 2     |           | Lió             | Marsella      | Antoine Fauré (FRA)         |
| 1903 | 2     |           | Lió             | Marsella      | Hippolyte Aucouturier (FRA) |